# Ácido butírico
El ácido butírico o ácido butanoico es un ácido monocarboxílico, saturado, de cadena abierta con cuatro átomos de carbono.
Se encuentra en algunas grasas en pequeñas cantidades, como la mantequilla. Es un producto final de la fermentación de carbohidratos por los microorganismos del rumen.
Su concentración en la mantequilla aumenta a medida que esta se va tornando más rancia, lo cual le da su característico olor al combinarse con otros elementos al formar butirina.

## Historia
El ácido butírico fue observado por primera vez en forma impura en 1814 por el químico francés Michel Eugène Chevreul. Hacia 1818, Chevreul ya lo había purificado, y filtrado 
suficientemente para caracterizarlo. Sin embargo, Chevreul no publicó sus primeras investigaciones sobre el ácido butírico; en cambio, depositó sus hallazgos en forma manuscrita ante el secretario de la Academia de Ciencias de París, Francia. Henry Braconnot, otro químico francés, también estaba investigando la composición de la mantequilla y publicaba sus hallazgos, lo que provocó disputas sobre la prioridad. Ya en 1815, Chevreul afirmó haber encontrado la sustancia responsable del olor de la mantequilla. En 1817, publicó algunos de sus hallazgos sobre las propiedades del ácido butírico y lo nombró. Sin embargo, hasta 1823 no presentó las propiedades del ácido butírico en detalle. El nombre de ácido butírico proviene de la palabra latina para mantequilla,  butyrum (o buturum),  la sustancia en la que se encontró ácido butírico.